# Небесният капитан и светът на утрешния ден
„Небесният капитан и светът на утрешния ден“ (на английски: Sky Captain and the World of Tomorrow) е научнофантастичен екшън-приключенски филм от 2004 г., написан и режисиран от Кери Конран в режисьорския му дебют, и продуциран от Джон Авнет, Сади Фрост, Джуд Лоу и Марша Оглесби. Във филма участват Джуд Лоу, Гуинет Полтроу и Анджелина Джоли.